# 大分県道路公社
大分県道路公社（おおいたけんどうろこうしゃ）は、かつて存在した、大分県を設立団体とし、大分県大分市城崎町に本社を置いていた地方道路公社である。

## 概要
1976年2月に設立され、大分県下の有料道路及び大分県庁横にある大手町駐車場の管理を行っていた。
組織上は、2001年に、本公社と大分県住宅供給公社、大分県土地開発公社の3公社が統合されて大分県地域づくり機構となり、事務局が共通化されたが、その後も大分県道路公社という名称のもとで業務を継続。しかし、2002年12月1日に管理する有料道路のうち2路線が無料開放され、2010年12月1日には残る3路線が無料開放されたため、本公社は大手町駐車場を大分県に移管の上、2011年1月31日に解散した。ただし、本公社の組織は既に地域づくり機構に統合されており、本公社の業務の担当者は他の公社の業務を兼務していたため、人員の変更はない。

## 沿革
- 1976年（昭和51年）2月2日 - 設立。
- 1976年（昭和51年）11月14日 - 臼杵坂ノ市有料道路供用開始。
- 1980年（昭和55年）1月24日 - 大野川大橋有料道路供用開始。
- 1981年（昭和56年）3月30日 - 大分湯の平有料道路供用開始。
- 1986年（昭和61年）3月5日 - 米良有料道路供用開始。
- 1989年（平成元年）10月26日 - 大手町駐車場供用開始。
- 1991年（平成3年）11月25日 - 大分空港道路供用開始。
- 2001年（平成13年）4月1日 - 大分県道路公社、大分県住宅供給公社、大分県土地開発公社の3公社を統合して大分県地域づくり機構発足。
- 2002年（平成14年）12月1日 - 臼杵坂ノ市有料道路、大分湯の平有料道路無料開放。
- 2010年（平成22年）12月1日 - 大野川大橋有料道路、米良有料道路、大分空港道路無料開放。
- 2011年（平成23年）1月31日 - 解散。

## かつて管理していた道路
| 路線名                                          | 全長   | 供用日         | 無料開放日    | 備考                                             |
| ----------------------------------------------- | ------ | -------------- | ------------- | ------------------------------------------------ |
| 臼杵坂ノ市有料道路                              | 7.2km  | 1978年11月14日 | 2002年12月1日 |                                                  |
| 大野川大橋有料道路 （大分県道22号大在大分港線） | 1.1km  | 1980年1月24日  | 2010年12月1日 |                                                  |
| 大分湯の平有料道路                              | 823m   | 1981年3月30日  | 2002年12月1日 |                                                  |
| 米良有料道路                                    | 2.0km  | 1986年3月5日   | 2010年12月1日 | 大分自動車道・東九州自動車道（大分米良IC）に接続 |
| 大分空港道路                                    | 15.7km | 1991年11月25日 | 2010年12月1日 | 日出バイパスに接続                               |